# Puchar Wysp Owczych w piłce nożnej (2021)
Puchar Wysp Owczych w piłce nożnej mężczyzn 2021 (far. Løgmanssteypið) – 67. edycja rozgrywek mających na celu wyłonienie zdobywcy Pucharu Wysp Owczych. Tytułu broni klub HB Tórshavn. Zwycięzca uzyska prawo do gry w Lidze Konferencji Europy 2022/23.

## Uczestnicy
W Pucharze Wysp Owczych biorą udział drużyny ze wszystkich poziomów ligowych na archipelagu. Wszystkie zespoły, poza FC Hoyvík, MB Miðvágur, Royn Hvalba i Undrið FF, rozpoczęły grę od pierwszej rundy eliminacyjnej. Cztery wymienione zaczęły od rundy wstępnej.
| Grający od rundy eliminacyjnej | Grający od rundy eliminacyjnej                  | Grający od rundy wstępnej             | Grający od rundy wstępnej |
| Betrideildin 2020 10 drużyn | 1. deild 2020 4 drużyny                         | 2. deild 2020 3 drużyny               | 3. deild 2020 1 drużyna   |
| - 07 Vestur - B36 Tórshavn - B68 Toftir - EB/Streymur - HB Tórshavn - ÍF Fuglafjørður - KÍ Klaksvík - NSÍ Runavík - TB Tvøroyri - Víkingur Gøta | - AB Argir - B71 Sandoy - FC Suðuroy - Skála ÍF | - FC Hoyvík - Royn Hvalba - Undrið FF | - MB Miðvágur             |

## Terminarz
| Runda              | Data pierwszego meczu         | Data drugiego meczu    | Uwagi                                                               |
| ------------------ | ----------------------------- | ---------------------- | ------------------------------------------------------------------- |
| Runda wstępna      | 10 kwietnia 2021              | nie rozgrywa się       | Udział rozpoczną drużyny z 2. i 3. deild                            |
| Runda eliminacyjna | 18 i 20 kwietnia 2021         | nie rozgrywa się       | Udział rozpoczęły pozostałe drużyny ze wszystkich poziomów ligowych |
| Ćwierćfinał        | 28-30 maja i 22 września 2021 | nie rozgrywa się       |                                                                     |
| Półfinał           | 20 i 21 listopada 2021        | 27 i 28 listopada 2021 |                                                                     |
| Finał              | 4 grudnia 2021                | nie rozgrywa się       |                                                                     |

## Runda wstępna
Losowanie drużyn rozgrywających mecze w rundzie wstępnej odbyło się 22 marca.
| Drużyna 1        | Wynik   | Drużyna 2 |
| ---------------- | ------- | --------- |
| 10 kwietnia 2021 |         |           |
| MB Miðvágur      | 0:3 wo. | Undrið FF |
| Royn Hvalba      | 0:3     | FC Hoyvík |

| 10 kwietnia 2021 | MB Miðvágur | 0:3 (wo.) | Undrið FF |                                           |
|                  |             |           |           | MB-Arena, Miðvágur Sędzia: Ronni Granddal |

| 10 kwietnia 2021 | Royn Hvalba    | 0:3   | FC Hoyvík                       |                                                          |
| 15:00 WEST       |                | (0:2) | 18', 36', 73' (k.) Tróndur Arge | á Eiðinum, Vágur Sędzia: Páll Augustinussen (FC Suðuroy) |
| 15:00 WEST       | 62' Pætur Rein | (0:2) |                                 | á Eiðinum, Vágur Sędzia: Páll Augustinussen (FC Suðuroy) |

## Runda eliminacyjna
Losowanie drużyn rozgrywających mecze w rundzie eliminacyjnej odbyło się 22 marca.
| Drużyna 1         | Wynik | Drużyna 2   |
| ----------------- | ----- | ----------- |
| 18 kwietnia 2021  |       |             |
| B71 Sandoy        | 2:1   | Undrið FF   |
| TB Tvøroyri       | 0:2   | HB Tórshavn |
| 07 Vestur         | 3:0   | FC Hoyvík   |
| B36 Tórshavn      | 6:0   | AB Argir    |
| B68 Toftir        | 1:2   | EB/Streymur |
| ÍF Fuglafjørður   | 3:0   | FC Suðuroy  |
| Víkingur Gøta     | 2:0   | Skála ÍF    |
| 20 kwietnia 20211 |       |             |
| KÍ Klaksvík       | 1:2   | NSÍ Runavík |

| 18 kwietnia 2021 | B71 Sandoy                                        | 2:1   | Undrið FF         |                                                                   |
| 14:00 WEST       | Klayver Do Nascimento 76' · Tijani Mohammed 78'   | (0:1) | 22' Dávid Dam     | Inni í Dal, Sandur Widzów: 200 Sędzia: Eiler Rasmussen (AB Argir) |
| 14:00 WEST       | Victoriano Fragola 29', 88' · Gunnar Lydersen 86' | (0:1) | 69' Louis Joensen | Inni í Dal, Sandur Widzów: 200 Sędzia: Eiler Rasmussen (AB Argir) |

| 18 kwietnia 2021 | TB Tvøroyri              | 0:2   | HB Tórshavn                                         |                                                           |
| 14:00 WEST       |                          | (0:0) | 72' Hilmar Leon Jakobsen · 80' Stefan Radosavljević | við Stórá, Trongisvágur Sędzia: Alex Troleis (B68 Toftir) |
| 14:00 WEST       | 42' Stefan Radosavljević | (0:0) |                                                     | við Stórá, Trongisvágur Sędzia: Alex Troleis (B68 Toftir) |

| 18 kwietnia 2021 | 07 Vestur                                                           | 3:0   | FC Hoyvík |                                                                     |
| 15:00 WEST       | Erling Myklebust 29' (k.) · Martin Petterson 35' · Teitur Olsen 61' | (2:0) |           | á Dungasandi, Sørvágur Widzów: 150 Sędzia: Rúni Olsen (MB Miðvágur) |
| 15:00 WEST       | 29' Tróndur Arge · 73' Rúni Hammer · 79' Ingmar Dam                 | (2:0) |           | á Dungasandi, Sørvágur Widzów: 150 Sędzia: Rúni Olsen (MB Miðvágur) |

| 18 kwietnia 2021 | B36 Tórshavn | 6:0   | AB Argir |                                                                                   |
| 15:00 WEST       | Martin Agnarsson 6' · Brian Jakobsen 21' · Alex Mellemgaard 27' (k.) · Bjarki Nielsen 53' · Ragnar Samuelsen 71' · Benjamin Heinesen 79' | (3:0) | | Gundadalur (ovari vøllur), Tórshavn Widzów: 300 Sędzia: Rúni Gaardbo (B68 Toftir) |
| 15:00 WEST       | Andreas Thomsen 87' | (3:0) | 19' Tróndur á Høvdanum · 27' Pedro Moreno · 34' Jákup Pauli Breckmann · 38' Brandur Jákupsson · 78' Jóhannes Dalsgarð · 87' Sørin Samuelsen | Gundadalur (ovari vøllur), Tórshavn Widzów: 300 Sędzia: Rúni Gaardbo (B68 Toftir) |

| 18 kwietnia 2021 | B68 Toftir                   | 1:2   | EB/Streymur                            |                                                             |
| 15:00 WEST       | Łukasz Cieślewicz 90+3' (k.) | (0:1) | 37' Árni Olsen · 56' (k.) Niklas Kruse | Svangaskarð, Toftir Sędzia: Kári á Høvdanum (Víkingur Gøta) |
| 15:00 WEST       | 87' Árni Olsen               | (0:1) |                                        | Svangaskarð, Toftir Sędzia: Kári á Høvdanum (Víkingur Gøta) |

| 18 kwietnia 2021 | ÍF Fuglafjørður                                                          | 3:0   | FC Suðuroy |                                                                            |
| 15:00 WEST       | Bogi Reinert-Petersen 12' · Gundur Petersen 42' · Jan Ellingsgaard 90+1' | (2:0) |            | í Fløtugerði, Fuglafjørður Widzów: 150 Sędzia: Dagfinn Forná (NSÍ Runavík) |
| 15:00 WEST       | Tóri Olsen 67' · Uroš Stojanov 71'                                       | (2:0) |            | í Fløtugerði, Fuglafjørður Widzów: 150 Sędzia: Dagfinn Forná (NSÍ Runavík) |

| 18 kwietnia 2021 | Víkingur Gøta                           | 2:0   | Skála ÍF |                                                                                 |
| 15:00 WEST       | Sølvi Vatnhamar 7' · Olaf Bárðarson 32' | (2:0) |          | Sarpugerði, Norðragøta Widzów: 300 Sędzia: Jóhan Hendrik Ellefsen (MB Miðvágur) |
| 15:00 WEST       | Noah Mneney 58'                         | (2:0) |          | Sarpugerði, Norðragøta Widzów: 300 Sędzia: Jóhan Hendrik Ellefsen (MB Miðvágur) |

| 20 kwietnia 2021 | KÍ Klaksvík                                | 1:2   | NSÍ Runavík                             |                                                                         |
| 19:00 WEST       | Páll Klettskarð 9'                         | (1:0) | 59', 90+2' (k.) Klæmint Olsen           | við Djúpumýrar, Klaksvík Widzów: 1800 Sędzia: Alex Troleis (B68 Toftir) |
| 19:00 WEST       | Árni Frederiksberg 38' · Boris Dosljak 45' | (1:0) | 48' Jóhan Davidsen · 62' Oddur Højgaard | við Djúpumýrar, Klaksvík Widzów: 1800 Sędzia: Alex Troleis (B68 Toftir) |

Objaśnienia:
Mecz pomiędzy KÍ Klaksvík a NSÍ Runavík miał się początkowo odbyć, tak jak pozostałe, 18 kwietnia, sędziowie jednak, po stwierdzeniu usterek na stadionie við Djúpumýrar zdecydowali, że spotkanie nie może się odbyć. Tego samego dnia Fótbóltssamband Føroya zadecydował, że zostanie ono przeniesione na godzinę 19:00 we wtorek 20 kwietnia. NSÍ Runavík wydał na swojej stronie internetowej oświadczenie, w którym zażądał uznania porażki KÍ Klaksvík z uwagi na nieprzygotowanie stadionu do gry, wskazując przy tym, że część nieprawidłowości była już znana w czasie meczu KÍ przeciwko EB/Streymur tydzień wcześniej. Wspominano również, że klub w dniu spotkania proponował udostępnienie własnego stadionu, by mecz mógł się odbyć w pierwotnie przewidzianym terminie.

## Runda finałowa

### Ćwierćfinały
Losowanie drużyn biorących udział w ćwierćfinałach odbyło się 19 kwietnia.
| Drużyna 1        | Wynik | Drużyna 2     |
| ---------------- | ----- | ------------- |
| 28 maja 2021     |       |               |
| NSÍ Runavík      | 3:0   | 07 Vestur     |
| 29 maja 2021     |       |               |
| EB/Streymur      | 2:3   | B36 Tórshavn  |
| 30 maja 2021     |       |               |
| ÍF Fuglafjørður  | 2:3   | Víkingur Gøta |
| 22 września 2021 |       |               |
| B71 Sandoy       | 0:5   | HB Tórshavn   |

| 28 maja 2021 | NSÍ Runavík                                                       | 3:0   | 07 Vestur |                                                                        |
| 19:00 WEST   | Klæmint Olsen 31', 82' · Jacob Trenskow 35'                       | (2:0) |           | Við Løkin, Runavík Widzów: 300 Sędzia: Kári á Høvdanum (Víkingur Gøta) |
| 19:00 WEST   | 28' Teitur Olsen · 35' Tór-Ingar Akselsen · 71', 84' Ragnar Weihe | (2:0) |           | Við Løkin, Runavík Widzów: 300 Sędzia: Kári á Høvdanum (Víkingur Gøta) |

| 29 maja 2021 | EB/Streymur                            | 2:3   | B36 Tórshavn                                                       |                                                                |
| 15:00 WEST   | Niklas Kruse 24' · Arnbjørn Hansen 90' | (1:1) | 22' Andrass Johansen · 66', 86' Bjarki Nielsen                     | í Hólmanum, Eiði Widzów: 250 Sędzia: Rúni Gaardbo (B68 Toftir) |
| 15:00 WEST   | Andras Olsen 90+2'                     | (1:1) | 61' Bjarni Petersen · 69' Magnus Jacobsen · 90+3' Ragnar Samuelsen | í Hólmanum, Eiði Widzów: 250 Sędzia: Rúni Gaardbo (B68 Toftir) |

| 30 maja 2021 | ÍF Fuglafjørður                                         | 2:3   | Víkingur Gøta                                             |                                                                          |
| 16:00 WEST   | Uroš Stojanov 9' · Bogi Reinert-Petersen 90+1' (k.)     | (1:2) | 21', 50' Jákup Johansen · 31' Andreas Olsen               | í Fløtugerði, Fuglafjørður Widzów: 800 Sędzia: Alex Troleis (B68 Toftir) |
| 16:00 WEST   | Jens Joensen 28' · Gundur Petersen 37' · Karl Løkin 62' | (1:2) | 20' Atli Gregersen · 51' Olaf Bárðarson · 60' Noah Mneney | í Fløtugerði, Fuglafjørður Widzów: 800 Sędzia: Alex Troleis (B68 Toftir) |

| 22 września 2021 | B71 Sandoy               | 0:5   | HB Tórshavn                                                                                   |                                                                 |
| 18:15 WEST       |                          | (0:1) | 18' Stefan Radosavljević · 65', 70' Jákup Thomsen · 73' Michał Przybylski · 77' Hørður Askham | inni í Dal, Sandur Widzów: 150 Sędzia: Rani Skaalum (Undrið FF) |
| 18:15 WEST       | Suni Herman Petersen 40' | (0:1) |                                                                                               | inni í Dal, Sandur Widzów: 150 Sędzia: Rani Skaalum (Undrið FF) |

### Półfinały
Losowanie par półfinałowych odbyło się 31 maja.
| Drużyna 1                            | Wynik dwumeczu | Drużyna 2    | Pierwszy mecz | Drugi mecz |
| ------------------------------------ | -------------- | ------------ | ------------- | ---------- |
| Víkingur Gøta                        | 1 – 3          | B36 Tórshavn | 1:0           | 0:3        |
| HB Tórshavn                          | 4 – 4 (k. 6:7) | NSÍ Runavík  | 2:2           | 2:2        |
| Po lewej gospodarz pierwszego meczu. |                |              |               |            |

#### Pierwsze mecze
| 21 listopada 2021 | Víkingur Gøta      | 1:0   | B36 Tórshavn                               |                                                                                  |
| 15:00 WET         | Martin Klein 71'   | (0:0) |                                            | Sarpugerði, Norðragøta Widzów: 1000 Sędzia: Jóhan Hendrik Ellefsen (MB Miðvágur) |
| 15:00 WET         | Atli Gregersen 55' | (0:0) | 73' Bjarni Petersen · 77' Sebastian Pingel | Sarpugerði, Norðragøta Widzów: 1000 Sędzia: Jóhan Hendrik Ellefsen (MB Miðvágur) |

| 21 listopada 2021 | HB Tórshavn                                            | 2:2   | NSÍ Runavík                                   |                                                                          |
| 15:00 WET         | Hilmar Leon Jakobsen 68' · Oddur Højgaard 90+2' (sam.) | (0:2) | 33' Aron Knudsen · 34' Mórits Heini Mortensen | Tórsvøllur, Tórshavn Widzów: 200 Sędzia: Kári á Høvdanum (Víkingur Gøta) |
| 15:00 WET         | Adrian Justinussen 71'                                 | (0:2) | 56' Aron Knudsen · 70' Rógvi Egilstoft        | Tórsvøllur, Tórshavn Widzów: 200 Sędzia: Kári á Høvdanum (Víkingur Gøta) |

#### Rewanże
| 29 listopada 2021 | B36 Tórshavn                                  | 3:0   | Víkingur Gøta |                                                        |
| 18:00 WET         | Sebastian Pingel 7', 82' · Mathias Thrane 26' | (2:0) |               | Tórsvøllur, Tórshavn Sędzia: Alex Troleis (B68 Toftir) |
| 18:00 WET         | 90+1' Sølvi Vatnhamar                         | (2:0) |               | Tórsvøllur, Tórshavn Sędzia: Alex Troleis (B68 Toftir) |

| 29 listopada 2021 | NSÍ Runavík | 2:2 (pd.)               | HB Tórshavn |                                                                      |
| 18:00 WET         | Klæmint Olsen 33' · Búi Egilsson 79' | (1:2, 2:2, 2:2, k. 7:6) | 3' Hilmar Leon Jakobsen · 15' Bartal Wardum | Við Løkin, Runavík Widzów: 500 Sędzia: Petur Reinert (Víkingur Gøta) |
| 18:00 WET         | Mórits Heini Mortensen 76' | (1:2, 2:2, 2:2, k. 7:6) | 5' Bartal Wardum · 63' René Joensen · Teitur Gestsson | Við Løkin, Runavík Widzów: 500 Sędzia: Petur Reinert (Víkingur Gøta) |
| 18:00 WET         | · Klæmint Olsen · Rógvi Egilstoft · Jacob Trenskow · Búi Egilsson · Tróndur Jensen · Jákup Jacobsen · Oddur Højgaard · Pætur Hentze · Sølvi Sigvardsen | Rzuty karne             | · Áki Samuelsen · Hørður Askham · Pætur Petersen · Hilmar Leon Jakobsen · Teitur Gestsson · René Joensen · Bartal Wardum · Heri Mohr · Michał Przybylski | Við Løkin, Runavík Widzów: 500 Sędzia: Petur Reinert (Víkingur Gøta) |

### Finał
| 4 grudnia 2021 16:00 WET                                                        | NSÍ Runavík · Aron Knudsen 10'                                               | 1:1 pd. k. 3:4(1:1, 1:1, 1:1)Raport                                                        | B36 Tórshavn · 30' Andrass Johansen | Tórsvøllur, Tórshavn Widzów: 2300 Sędzia: Eiler Rasmussen (AB Argir) |
|                                                                                 | kartki: · Mórits Heini Mortensen 59' · Klæmint Olsen 90' · Búi Egilsson 118' |                                                                                            | kartki: · 93' Magnus Jacobsen       |                                                                      |
|                                                                                 |                                                                              | Rzuty karne                                                                                |                                     |                                                                      |
| Klæmint Olsen · Rógvi Egilstoft · Aron Knudsen · Betuel Hansen · Tróndur Jensen |                                                                              | Lucas Enevoldsen · Alex Mellemgaard · Benjamin Heinesen · Bjarni Petersen · Mathias Thrane |                                     |                                                                      |

|                        |    |                            |
|                        |    |                            |
| BR                     | 29 | Karstin Hansen 121'        |
| OB                     | 3  | Oddur Højgaard             |
| OB                     | 4  | Jákup Jakobsen             |
| OB                     | 7  | Rógvi Egilstoft            |
| OB                     | 15 | Pætur Hentze               |
| PO                     | 18 | Jacob Trenskow 114'        |
| PO                     | 20 | Mórits Heini Mortensen 68' |
| PO                     | 24 | Betuel Hansen              |
| PO                     | 26 | Pætur Skipanes 89'         |
| PO                     | 27 | Aron Knudsen               |
| NA                     | 10 | Klæmint Olsen (C)          |
| Rezerwowi:             |    |                            |
| BR                     | 1  | Tórður Thomsen 121'        |
| OB                     | 12 | Atli Petersen              |
| PO                     | 6  | Tróndur Jensen 68'         |
| PO                     | 17 | Mikkel Jakobsen 89'        |
| NA                     | 9  | Búi Egilsson 114'          |
| NA                     | 16 | Jørgen Nielsen             |
| NA                     | 19 | Hans Marius Davidsen       |
| Trener:                |    |                            |
| Bill Mc. Leod Jacobsen |    |                            |

|              |    |                       |
|              |    |                       |
| BR           | 25 | Mattias Lamhauge      |
| OB           | 4  | Bjarni Petersen (C)   |
| OB           | 5  | Lukas Enevoldsen      |
| OB           | 12 | Alex Mellemgaard      |
| PO           | 3  | Magnus Jacobsen 95'   |
| PO           | 7  | Bjarki Nielsen        |
| PO           | 8  | Mathias Thrane        |
| PO           | 9  | Hannes Agnarsson 121' |
| PO           | 11 | Benjamin Heinesen     |
| NA           | 20 | Andrass Johansen 78'  |
| NA           | 22 | Sebastian Pingel 110' |
| Rezerwowi:   |    |                       |
| BR           | 16 | Hans Jørgensen        |
| OB           | 14 | Hákun Edmundsson 110' |
| OB           | 18 | Andreas Thomsen 121'  |
| OB           | 30 | Martin Agnarsson 95'  |
| PO           | 6  | Eli Nielsen           |
| PO           | 17 | Mattias Joensen       |
| PO           | 24 | Ragnar Samuelsen 78'  |
| Trener:      |    |                       |
| Dan Brimsvík |    |                       |

| Zdobywca Pucharu Wysp Owczych 2021 |
| B36 Tórshavn 7. tytuł              |
| ---------------------------------- |